# 高谷大地
高谷大地（日语：／ Takatani Daichi，1994年11月22日—），日本男子摔跤运动员。他曾代表日本参加2018年亚洲运动会摔跤比赛，获得男子自由式65公斤级银牌。他也曾在亚洲摔跤锦标赛上获得奖牌。哥哥是高谷惣亮。